# Aulonemia nitida
Aulonemia nitida är en gräsart som beskrevs av Emmet J. Judziewicz. Aulonemia nitida ingår i släktet Aulonemia och familjen gräs.
Artens utbredningsområde är Guyana. Inga underarter finns listade i Catalogue of Life.